# Med mord i bagaget
Med mord i bagaget è un film del 1959 diretto da Tom Younger.
È un film drammatico a sfondo thriller svedese e britannico con John Ireland, Ellen Schwiers e Birgitta Andersson.

## Produzione
Il film, diretto da Tom Younger su una sceneggiatura di Edward Maze e Tom Younger, fu prodotto da Sven Nicou e dallo stesso Younger per la Freja Film.

## Distribuzione
Il film fu prodotto in Svezia nel 1959 ma fu distribuito nel paese originario solo nel 1963.
Distribuzioni:
- in Germania Ovest il 20 marzo 1959 (Die Teufelin)
- in Austria nell'agosto del 1959 (Die Teufelin)
- in Finlandia il 10 novembre 1961 (Murha matkatavarana)
- nel Regno Unito nel dicembre del 1961 (No Time to Kill)
- in Svezia il 2 gennaio 1963
- negli Stati Uniti (No Time to Kill)